# توماس بي أوبراين
توماس بي أوبراين (بالإنجليزية: Thomas P. O'Brien)‏ هو محامي أمريكي، ولد في 12 نوفمبر 1960 في بوسطن في الولايات المتحدة.